# Šózó Cugitani
Šózó Cugitani (25. června 1940 – 2. června 1978) byl japonský fotbalista.

## Reprezentace
Šózó Cugitani odehrál 12 reprezentačních utkání. S japonskou reprezentací se zúčastnil letních olympijských her 1964.

## Statistiky
| Japonsko | Japonsko | Japonsko |
| Roky     | Záp.     | Góly     |
| -------- | -------- | -------- |
| 1961     | 2        | 0        |
| 1962     | 2        | 0        |
| 1963     | 5        | 4        |
| 1964     | 1        | 0        |
| 1965     | 2        | 0        |
| Celkem   | 12       | 4        |